# NGC 3671
NGC 3671 est une lointaine et très vaste galaxie lenticulaire compacte située dans la constellation de la Grande Ourse. NGC 3671 a été découverte par l'astronome germano-britannique William Herschel en 1793.

## Caractéristiques
Sa vitesse par rapport au fond diffus cosmologique est de 18 121 ± 11 km/s, ce qui correspond à une distance de Hubble de 267 ± 19 Mpc (∼871 millions d'al).
NGC 3671 est une galaxie active (AGN) dont le type n'est pas précisé.
Selon la base de données Simbad, NGC 3671 est une radiogalaxie.

## Dimension de NGC 3671

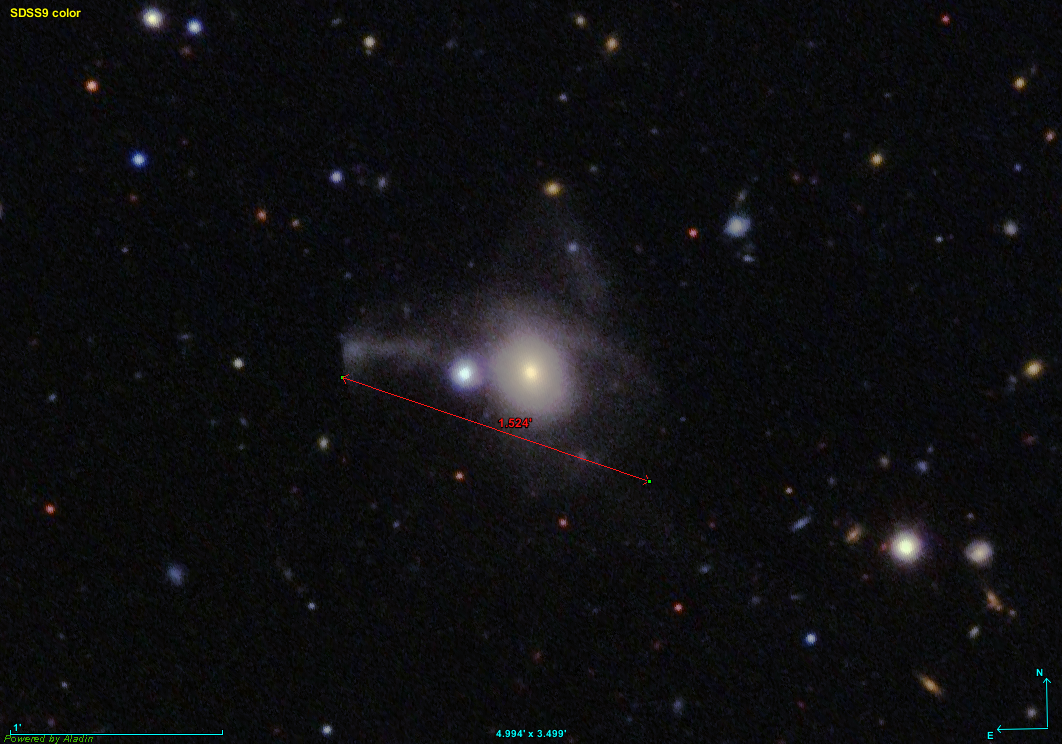
Dimension apparente de NGC 3671.

NGC 3671 est parmi les plus lointaines galaxies du catalogue NGC. Les dimensions apparentes indiquées par Wolfgang Steinicke, ainsi que le diamètre de 50" indiqué sur la base de données NASA/IPAC ne tiennent pas compte des extensions de NGC 3671 que l'on voit sur l'image obtenues des données de l'étude SDSS. Dans sa plus grande dimension, NGC s'étend sur environ 1,5 minute d'arc, ce qui lui confère une dimension réelle d'environ 380 000 années-lumière.